# Holohalaelurus regani
Holohalaelurus regani es una especie de peces de la familia Scyliorhinidae en el orden de los Carcharhiniformes.

## Morfología
• Los machos pueden llegar alcanzar los 69 cm de longitud total.

## Reproducción
Es ovíparo.

## Depredadores
Es depredado por Chelidonichthys capensis (en Sudáfrica) y por Raja alba 

## Hábitat
Es un pez de mar que vive hasta los 1.075 m de profundidad.

## Distribución geográfica
Se encuentra desde Durban (KwaZulu-Natal, Sudáfrica) hasta el Cabo Agulhas y Lüderitz (Namibia ).